# Cetinje
Cetinje er Montenegros sjettestørste by og de jure hovedstad og ligger mellem Kotor og Podgorica. Byen ligger i en højde af 670 meter over havet i Cetina-dalen under Lovčen-bjerget og har 13.991 (2011) indbyggere.
Fra 1360 til 1918 var byen hovedstad i Montenegro som efter den 1. verdenskrig blev en del af Kongeriget af Serbere, Kroater og Slovenere. Da Montenegro blev en republik i Jugoslavien i 1945, gik titlen som hovedstad til Podgorica (Titograd).
Ifølge Montenegros nuværende forfatning (1993) er Cetinje "hovedstad", mens Podgorica er "regeringsby". Præsidentens residens, nationalbiblioteket, -museet, -arkivet og -teatret ligger således i Cetinje, mens parlament, regering, domstol, ministerier og ambassader ligger i Podgorica, der også er uddannelsesmæssigt og økonomisk centrum.